# Pfingstbewegung
Die Pfingstbewegung (auch Pentekostalismus nach englisch pentecostal movement) ist eine weltweite christliche Bewegung, die im Laufe ihres Bestehens zahlreiche Denominationen hervorbrachte und gleichzeitig innerhalb der traditionellen Kirchen und Freikirchen – etwa in Gestalt der sogenannten Charismatischen Bewegung – eine bedeutende Wirksamkeit entfaltete. Für alle Richtungen der Pfingstbewegung hat das Werk des Heiligen Geistes eine zentrale Bedeutung bei Lehre und Glaubenspraxis. In den meisten theologischen Fragen steht die Pfingstbewegung in der Tradition des Evangelikalismus.
Der norwegische Pfingstpastor Thomas Ball Barratt beschrieb die Pfingstler so, dass sie in der Erlösungsfrage den Lutheranern, im Taufverständnis den Baptisten, im Streben nach Heiligung den Methodisten und in der Evangelisation der Heilsarmee ähnlich sind.
Vorläufer der Pfingstbewegung existierten bereits in Europa seit dem 16. und in Nordamerika seit dem 18. Jahrhundert. Die heutige Pfingstbewegung geht auf den Anfang des 20. Jahrhunderts in den USA zurück, die von ihr beeinflusste charismatische Bewegung auf den Anfang der 1960er Jahre in einigen eher traditionellen evangelischen Kirchen. Im Jahr 2000 wurden 220 bis 250 Millionen Personen zur weltweiten Pfingstbewegung gerechnet.

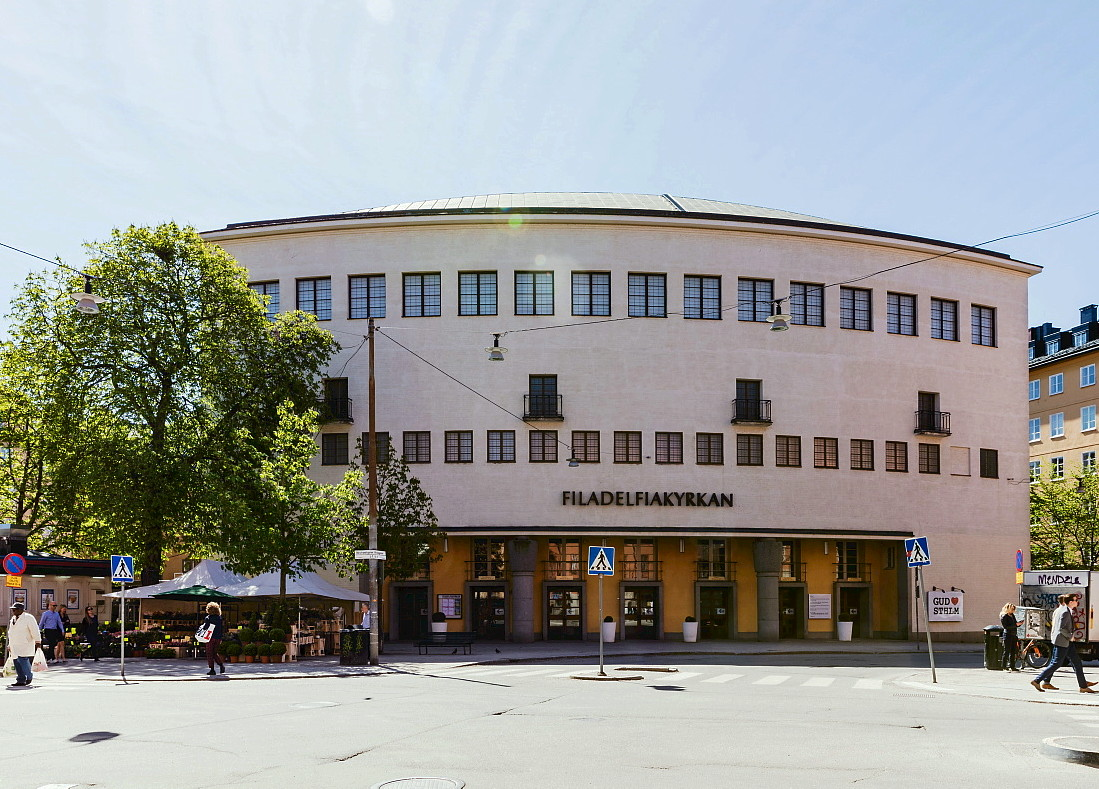
Die 1930 eröffnete Philadelphia-Kirche in Stockholm gilt als eines der Zentren der Pfingstbewegung

## Name
Die Bezeichnungen Pfingstler, Pfingstkirche, Pfingstbewegung weisen auf das Pfingstfest hin, das an die im Neuen Testament berichtete Ausgießung des Heiligen Geistes in der Jerusalemer Urgemeinde erinnert. In den 1870er und 1880er Jahren wurde in evangelikalen Kreisen in den USA vermehrt um ein neues Pfingsten, das heißt, um eine neue Ausgießung des Heiligen Geistes gebetet. Berichte über eine Erweckung, die 1905 Wales erfasste, entfachten die Erwartung eines zweiten Pfingsten. Als dann am 9. April 1906 bei einer gottesdienstlichen Versammlung in der Azusa-Street in Los Angeles besondere Phänomene auftraten, die denen des ersten Pfingstfestes in Jerusalem ähnlich zu sein schienen, hielt man das zweite Pfingsten für gekommen. Die Bewegung, die im Zusammenhang dieser Ereignisse entstand und sich weltweit ausbreitete, wurde fortan als Pfingstbewegung (englisch: Pentecostal movement) bezeichnet.

## Geschichte

### International

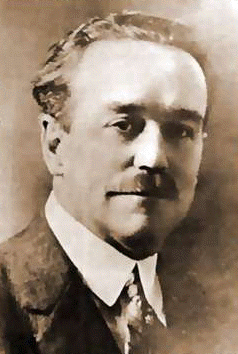
Charles Fox Parham

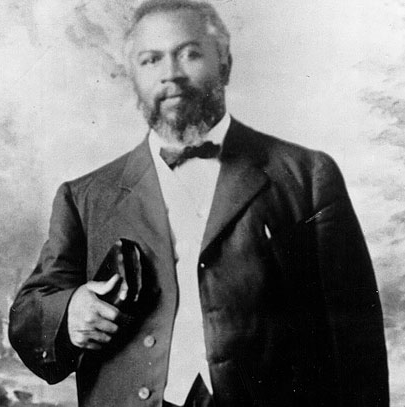
William J. Seymour

Die Pfingstbewegung hatte verschiedene Vorläuferbewegungen, eine der wichtigsten war der neue Methodismus des 18. Jahrhunderts in England. Sein Gründer John Wesley strebte nach Gottes Heiligkeit und sprach von einer zweiten Segnung Gottes in der Heiligung, sein Predigerkollege John William Fletcher gar von der Taufe im Heiligen Geist. Im 19. Jahrhundert praktizierte der schottische presbyterianische Evangelist Edward Irving in seinen Gottesdiensten übernatürliche Geistesgaben. Die englische Erweckungsbewegung von Keswick, die zur Heiligungsbewegung gezählt werden kann, verwendete für die Reinigung des Herzens und die Erneuerung durch den Heiligen Geist den Begriff des höheren Lebens (englisch: Higher Life). Zu deren Vertreter zählten auch die Amerikaner Hannah Whitall Smith, William Edwin Boardman, D. L. Moody, Reuben Archer Torrey, A. B. Simpson und Adoniram Judson Gordon, die eine große Sehnsucht nach Gott hatten und mit übernatürlichen göttlichen Heilungen rechneten.
1895 eröffnete der ehemalige Baptistenpastor Frank Sandford in Durham in Maine eine Bibelschule namens The Holy Ghost and Us Bible School (deutsch: Der-Heilige-Geist-und-wir-Bibelschule) und benannte den Ort fortan nach dem alttestamentlichen Shiloh. Die Schule hatte jedoch weder eine bestimmte Dauer, noch einen systematischen Lehrplan und eigentliche Lehrer. Nur der Heilige Geist sollte diese irdischen Ordnungen und auch die Aussendung der Absolventen bestimmen. So verbrachten einige Studenten viele Stunden auf dem dortigen Gebetsturm, und sie begannen dann in neuen Zungen zu reden.
Als eigentlicher theologischer Begründer der Pfingstbewegung gilt aber der ursprünglich methodistische Prediger Charles Fox Parham. 1898 besuchte er den presbyterianischen Heilungsprediger John Alexander Dowie in seinen Heilungsräumen in Chicago. Beeindruckt von dessen Dienst eröffnete er mit seiner Frau auch eine Heil- und Evangelisationsanstalt in Topeka in Kansas und in Stones Folly, die den Namen Bethel erhielten. Im Jahr 1900 reiste er zu einigen Führungspersonen und deren Kirchen der Heiligungsbewegung, so zu Dwight Lyman Moody in Chicago, A. J. Gordon in Boston und A. B. Simpson in Nyack bei New York. Im Sommer desselben Jahres besuchte er für einige Wochen die Glaubensgemeinschaft The Kingdom (deutsch: das Königreich) von Frank Sandford und dessen Holy Ghost and Us Bible School. Dort konnte er erstmals Bibelschüler beobachten, die nach langem Gebet in Zungen redeten. Er entwickelte 1901 in seiner Bibelschule Bethel in Topeka erstmals eine Lehre der Zungenrede und deutete sie in diesem Zusammenhang als anfängliches Zeichen (englisch: initial physical sign) für den Empfang einer Taufe mit dem Heiligen Geist.
Den stärksten Impuls für den Beginn und die spätere Ausbreitung der Pfingstbewegung gab jedoch die Azusa Street Revival in Los Angeles. Diese Erweckung dauerte von 1906 bis 1909 und stand anfänglich unter der Leitung des Parham-Schülers und schwarzen Heiligungspredigers William J. Seymour. Am 14. April 1906 kündigte er in einer Predigt ein Zorngericht Gottes an, das die Erde erbeben lassen würde. Als dann vier Tage später die Großstadt San Francisco durch ein starkes Erdbeben fast völlig zerstört wurde, gewann Seymours Gemeinde in der Azusa-Street große Popularität. Sie erhielt massiven Zulauf, und die Anwesenheit zahlreicher Missionare, die aus der ganzen Welt nach Los Angeles gereist waren, sorgte in der Folgezeit für eine Vielzahl von Kirchengründungen in den USA, in Europa, China und den damaligen Kolonialgebieten Südamerikas, Afrikas und Asiens. Gerade für Christen in den Gebieten der heutigen Dritten Welt war die Bewegung attraktiv, weil in ihr von Anfang an weiße und schwarze Amerikaner, vor allem aus den ärmeren Bevölkerungsschichten, weitgehend gleichberechtigte Mitglieder waren.
Bereits 1914 kam es zu einer ersten Trennung innerhalb der US-amerikanischen Pfingstbewegung, als sich die Assemblies of God durch Neugründung in Hot Springs in Arkansas von der bereits 1897 im Zuge der Heiligungsbewegung entstandenen Church of God in Christ abspalteten. Im Oktober 1916 kam es in St. Louis zu einem weiteren Bruch mit den Oneness Pentecostals, die die Trinität ablehnten.
Die Pfingstler in den Vereinigten Staaten nutzten früh und intensiv die modernen Medien. So predigte die Pfingstlerin Aimee Semple McPherson bereits 1918 über eine der ersten Radiostationen in Kalifornien. Ihr unkonventioneller Predigtstil, ihre ausgedehnte karitative Arbeit in Los Angeles und ihre ökumenischen Beiträge waren wichtige Beiträge zur Erneuerung der nordamerikanischen evangelikalen Bewegung und verhalfen auch der Pfingstbewegung zu gesellschaftlicher und kirchlicher Akzeptanz.
Der christliche Missionssender Radio HCJB wurde bereits 1931 in Ecuador von dem Pfingstler Clarence Jones aus Chicago gegründet.
1946, nach dem Zweiten Weltkrieg, veröffentlichte der Evangelist Thomas Hall († 1994) Atomic Power with God through Fasting and Prayer (deutsch: Atomare Kraft mit Gott durch Fasten und Beten) und der Heilungsevangelist William Branham trat in Jonesboro, Arkansas, 1946 auf. Bald folgten der junge, aufstrebende Oral Roberts und weitere pfingstlerische Protagonisten, und eine Bewegung unter dem Namen Healing Revival (deutsch: Erweckung durch Heilung) entstand. Es wurde eine Zeitschrift Voice of Healing ins Leben gerufen, die von Gordon Lindsay koordiniert und redigiert wurde. 1951 wurden um die 1.000 Heilungsevangelisten zu dieser Bewegung gezählt, die in den USA und Kanada aktiv waren. Infolge mangelnder Heilungserfolge dieser Evangelisten und geringer Unterstützung an der kirchlichen Basis verlor die Bewegung ab 1958 massiv an Bedeutung.
Verwandt mit der Pfingstbewegung und teilweise aus dem Healing Revival entstanden ist die charismatische Bewegung, die seit Anfang der 1960er Jahre innerhalb der evangelischen Kirchen des Westens und ab 1967 in der katholischen Kirche tätig geworden ist. Sie hat sich in vielen Kirchen halten können, aber in manchen Fällen auch zur Gründung eigener, unabhängiger Gemeinden, Hauskirchen und Hauskreisen geführt. 1970 wurde in Fort Lauderdale in Florida das Shepherding Movement (deutsch: Hirtenschaftsbewegung) unter dem Namen Christian Growth Ministries von fünf Geistlichen gegründet, um die Verantwortlichkeit und Unterordnung der Gemeindemitglieder gegenüber der Gemeindeleitung, dem shepherd, dem Hirten, zu gewährleisten. Bei den Gründern handelte es sich um die Pastoren Don Basham, Ern Baxter, Derek Prince, Charles Simpson und Bob Mumford. Diese Bewegung hatte anfänglich viel Zuspruch und Erfolg, 1976 gut 100.000 Mitglieder und Sympathisanten und wurde 1986 wegen Differenzen, Mängeln, Manipulation und Missbrauch in der Umsetzung aufgelöst.
Nach dem Zweiten Weltkrieg und mit dem Fall des so genannten eisernen Vorhangs 1989 erlebte die Pfingstbewegung großes Wachstum in verschiedenen Regionen der Welt, insbesondere in Afrika, Asien, Lateinamerika und in Osteuropa, so dass im Jahr 2000 über 220 Millionen Personen zu dieser Bewegung gerechnet wurden. Die etablierten Kirchen reagierten anfänglich eher ablehnend, oft abschätzig und später irritiert, als sie merkten, dass diese aktiveren Kirchen mit gefühlsbetonteren Gottesdiensten Erfolg hatten und somit zur ernsthaften Konkurrenz wurden. Soziologen meinen, dass Landflucht und Verstädterung und die damit verbundene familiäre und kulturelle Entwurzelung junger Menschen zu dieser Entwicklung beigetragen hätten. Denn viele Pfingstkirchen begeistern ihre Mitglieder und Besucher durch lebhafte Gottesdienste mit vielen Liedern und Musik, persönlichen Zeugnissen, Gebeten mit der Erwartung von Wundern und Heilungen und enger Gemeinschaft. Eine klare Ethik, die persönliche Anteilnahme und praktische Hilfe im Alltag fördern den Zusammenhang und auch den sozialen Aufstieg.
So verfolgte beispielsweise der US-amerikanische Pfingstprediger Loren Cunningham ab 1956 eine Vision, um junge Menschen für die Verbreitung des Evangeliums zusammenzubringen und auszubilden. Er gründete die Organisation Youth With A Mission YWAM (deutsch: Jugend mit einer Mission JMEM), die als Motto „Gott kennen und ihn bekannt machen“ hat. In den letzten sechzig Jahren wurden von dieser Organisation viele Jüngerschaftsschulen, Bildungseinrichtungen und medizinische Projekte auf allen Kontinenten der Erde gegründet, in denen etwa 18.000 Personen mitarbeiten.
Der südkoreanische Evangelist und Pastor David Yonggi Cho war 1973 Gründer und bis 2008 leitender Pastor der Yoido Full Gospel Church, die im Jahr 2007 mit über 1.000.000 Mitgliedern die größte christliche Gemeinde der Welt war. Er war als Buddhist aufgewachsen und konvertierte mit 17 Jahren während einer Tuberkulose-Erkrankung zum christlichen Glauben und machte in der Folge viele geistliche Erfahrungen. Er gründete 1958 eine schnell wachsende Hausgemeinde und später die Yoido Full Gospel Church mit einem Gebetsberg und Sozialwerken. In den Neunzigerjahren kamen Satellitenkirchen in anderen Teilen der Stadt und fünfhundert Gebetshäuser dazu. Im Jahr 2021 hatte die Kirche 400 Pastoren, 500 Missionare und etwa 540.000 Mitglieder.
Ein weiteres Beispiel von rasantem Wachstum gepaart mit wirtschaftlichem Erfolg geschah ab 1983 im wachsenden Quartier The Hills Shire im Norden Sydneys durch das Hills Christian Life Centre (deutsch: Christliches Lebenszentrum Hillsong), das seit 1999 Hillsong Church heißt. Sie wuchs von einer kleinen Gemeinschaft in einer Schule mit 45 Personen zu einer Megachurch mit über 20.000 Besuchern, sie wurde von Pastor Brian Houston gegründet und bis 2022 von ihm geführt. Die Hillsong Church nutzte gekonnt die neuen Medien und wurde weltweit vor allem durch ihre Musiker, Sänger, Bands, Konzerte und Fernsehsendungen bekannt, die in 180 Ländern ausgestrahlt wurden.

### Deutschland
Noch 1906 gelangte die Pfingstbewegung durch Thomas Ball Barratt nach Norwegen und kam von dort 1907 nach Norddeutschland. Der Hamburger Stadtmissionar Emil Meyer hatte anlässlich eines Besuches in Oslo die junge Pfingstgemeinde kennengelernt und bei dieser Gelegenheit zwei mit der Zungenrede begabte Norwegerinnen, Agnes Telle und Dagmar Gregersen, in sein Wirkungsfeld nach Hamburg eingeladen. Bei einer Veranstaltung, in der die beiden Frauen predigten, war der erkrankte Kasseler Evangelist Heinrich Dallmeyer anwesend. Er bat um Fürbitte für sein Leiden und erlebte nach eigenen Aussagen noch am gleichen Abend Heilung und die sogenannte Taufe mit dem Heiligen Geist. Dallmeyer lud die beiden Norwegerinnen nach Kassel ein und machte sie dort mit der Gemeinschaftsbewegung bekannt.
Des Weiteren geht die deutsche Pfingstbewegung auf eine Erweckung in Mülheim an der Ruhr 1905 unter dem Zeltmissionar Jonathan Paul zurück. Wurzeln der Pfingstler waren die Heiligungs- und Erweckungsbewegung des 19. Jahrhunderts. Die pietistische Gemeinschaftsbewegung stand der Pfingstbewegung kritisch gegenüber. 1909 warf sie ihr in ihrer Berliner Erklärung vor:

„Die sogen. Pfingstbewegung ist nicht von oben, sondern von unten; sie hat viele Erscheinungen mit dem Spiritismus gemein. Es wirken in ihr Dämonen, welche, vom Satan mit List geleitet, Lüge und Wahrheit vermengen, um die Kinder Gottes zu verführen. In vielen Fällen haben sich die sogenannten ‚Geistbegabten‘ nachträglich als besessen erwiesen.“

In der Folge entwickelte sich die Bewegung in unabhängigen Gemeinden und schloss sich 1913 im Mülheimer Verband zusammen. Die weitere Ausweitung der Pfingstbewegung konnte dadurch jedoch nicht verhindert werden.
Vor und gegen Ende des Zweiten Weltkrieges bildeten sich in Deutschland die Gemeinde der Christen Ecclesia, die unter dem nationalsozialistischen Regime verbotene, nach dem Krieg wiedergegründete Volksmission entschiedener Christen, die Elim-Gemeinden, die Gemeinde Gottes Deutschland und 1947 die „Arbeitsgemeinschaft der Freien Pfingstgemeinden in Deutschland“, die sich im Jahr 1954 als „Arbeitsgemeinschaft der Christengemeinden in Deutschland“ (ACD e. V.) konstituierte. Die ACD e. V. ist die Vorläuferorganisation des Bundes Freikirchlicher Pfingstgemeinden (BFP), in der die Volksmission e. C. (seit 1988) und die Gemeinde der Christen Ecclesia (seit 2000, vollständig seit 2008) als Gemeindebünde Mitglied sind. Seit 1991 gibt es wieder eine stärkere Zusammenarbeit mit der im Pietismus wurzelnden Deutschen Evangelischen Allianz.
Trotz aller Zusammenschlüsse ist die Pfingstbewegung nicht als einheitliche Organisation im Sinne des Staatskirchenrechts zu verstehen. Neben den in den körperschaftlich organisierten Gemeinden der Bewegung gibt es unabhängige Einzelgemeinden, die vorrangig vereinsrechtlich organisiert sind.
Neue Ortsgemeinden können durch die bewusst geförderte Gründung von Tochtergemeinden oder Abspaltungen entstehen. Der Bund Freikirchlicher Pfingstgemeinden befürwortet Gemeindegründungen ausdrücklich.

## Verbreitung

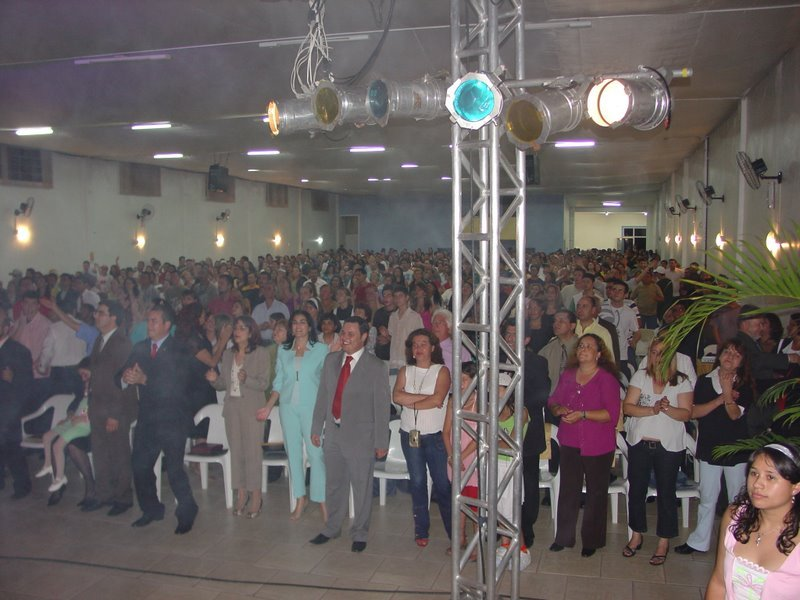
Pfingstkirche in Brasilien

Die Pfingstbewegung ist eine weltweit verbreitete christliche Bewegung, die ein großes Wachstum im 20. und auch 21. Jahrhundert aufgewiesen hat. Schmidtgall gab im Jahr 2003 folgende Zahlen bekannt (in Millionen):
- Christen 1990,
  - davon Pfingstler/Charismatiker 540,
    - davon Klassische Pfingstler 215, davon Assemblies of God 34.
    - davon Katholische Charismatiker 92,
    - davon Protestantische Charismatiker 71,
    - Unabhängige Charismatiker 110,
    - Chinesische Pfingstler 52.

Um einen Größenvergleich zu haben, nannte er die Zahlen von weiteren christlichen Konfessionen:
- Katholiken 1040,
- Orthodoxe Kirchen 200,
- Anglikaner 73,
- Baptisten 59,
- Lutheraner 57,
- Presbyterianer 49,
- Methodisten 33.

In einer Umfrage in zehn Ländern vom Oktober 2006 kam das Pew Research Center in Washington zu den folgenden Ergebnissen:
- In Guatemala rechnen sich 20 %, in Kenia 33 % und in Brasilien 15 % zur Pfingstbewegung.
- In den Philippinen rechnen sich 4 %, in Südafrika 10 % (7,6 %, 2001[31]), in Chile 9 %, in Nigeria 18 % und in den Vereinigten Staaten 5 % zur Pfingstbewegung.
- In Deutschland hat die Pfingstbewegung etwa 300.000 Mitglieder (0,37 % der Gesamtbevölkerung), die sich auf die verschiedenen Pfingstkirchen, charismatischen Erneuerungsbewegungen und etwa 300 freie Gemeinden verteilen.

Die US-amerikanischen Religionsstatistiker Todd M. Johnson, Gina A. Zurlo und Peter F. Crossing haben im Oktober 2018 neue Zahlen zur Statistik der weltweiten Christenheit veröffentlicht. Im Jahr 1900 soll es 981.000 Pfingstler, 1970 60.944.000 Pfingstler und Charismatiker und im Jahr 2000 453.934.000 zugehörige Personen gegeben haben. Für das Jahr 2019 zählten sie 693.820.000 Personen und ein jährliches Wachstum von 2,26 %. Deshalb schätzten sie für das Jahr 2025 mit 794.474.000 und das Jahr 2050 mit 1.089.199.000 Anhängern.
Jüngere Daten, abgerufen im Jahr 2023, geben folgende Zahlen für einzelne Länder an:
- Ghana 28,3 % (9.292.000 Anhänger)
- Südafrika 8,2 % (4.870.000 Anhänger)
- Mosambik 10,9 % (3.496.000 Anhänger)
- Simbabwe 21,1 % (3.375.000 Anhänger)
- Uganda 12,8 % (6.309.000 Anhänger)
- Mexiko 1,6 % (2.027.000 Anhänger)

In der Forschungsliteratur wird die Ausbreitung der Pfingstbewegung üblicherweise in drei Wellen beschrieben:
- Die klassischen Pfingstler, die aus Erweckungen in den USA und Europa zu Beginn des 20. Jahrhunderts hervorgegangen sind und heute vornehmlich dem evangelikalen mittelständischen Milieu angehören.
- Die charismatische Erneuerung innerhalb der großen Volkskirchen ab den 1950er Jahren.
- Die sogenannte Dritte Welle, die sich ab etwa 1970 vor allem in Ländern der Dritten Welt ausgebreitet hat. Diese Pfingstler werden auch als Neocharismatische Bewegung bezeichnet und stellen mit mehreren hundert Millionen Anhängern heute den größten Teil der weltweiten Pfingstbewegung.[34]

### Brasilien
Eine besondere Rolle bei der dritten Welle stellt Brasilien dar. Nach Guatemala, Honduras, Nicaragua, El Salvador und den karibischen Staaten mit etwa 30 % weist es mit 15 % den größten Anteil von Pfingstlern in Lateinamerika auf. Hier nehmen Pfingstkirchen teilweise direkten Einfluss auf die Politik. Neben den Assembleias de Deus, dem Ableger der amerikanischen Assemblies of God, existieren dort auch nationale Pfingstgemeinden wie die Congregação Cristã no Brasil und die Pentecostal Brasil para Cristo. Des Weiteren bedienen sich umstrittene Organisationen der Theologie der Pfingstbewegung, wie die Igreja Universal do Reino de Deus, die von dem Medienunternehmer Edir Macedo gegründet wurde und diesem zu beträchtlichem Reichtum verholfen hat, sowie die fundamentalistische Sekte Deus é Amor, die Verbindungen zu bewaffneten Banden der Favelas hat.
Das Wachstum der Pfingstbewegung habe in Brasilien zu einem Klima der Intoleranz gegenüber anderen Religionen geführt, so würden evangelikale Pastoren gegen Andersgläubige und Homosexuelle predigen. Es komme auch zu gewalttätigen Übergriffen gegen Anhänger der afrobrasilianischen Candomblé-Religion durch radikalisierte Anhänger der Pfingstbewegung. Der Philosoph Rodrigo dos Santos sieht in dem intoleranten Wertesystem der Pfingstbewegung einen Widerspruch zu der ansonsten vielfältigen Gesellschaft Brasiliens.

### Demokratische Republik Kongo
In der DR Kongo hat sich die Sekte Combat Spirituel (CS) (deutsch für Geistliche Kriegsführung), die dem Ex-Präsidenten Joseph Kabila nahesteht, ausgebreitet. CS fiel durch extreme Praktiken auf, so wurden durch CS-Geistliche und Mitglieder „Hexenverfolgungen“ und teils gewalttätige Exorzismusrituale an Kindern durchgeführt, was zu internationalen Protesten führte.

### Nigeria
Das Phänomen der vermeintlichen Hexenkinder existiert auch in Nigeria, die dort ausgesetzt und z. T. auch gefoltert werden. In einem Propagandafilm der Liberty Gospel Church namens End of the Wicked werden Rituale und Kannibalismus durch angebliche Hexenkinder gezeigt. Das Oberhaupt der Liberty Gospel Church, Helen Ukpabio sagte auf Nachfrage der New York Times, dass „ihre filmischen Darstellungen von besessenen Kindern, die sich im Mondschein versammeln, um menschliches Fleisch zu verschlingen“, nicht ernst gemeint seien.
Der Aktivist Leo Igwe, der sich gegen diese Praktiken einsetzt, wurde von einem Mob aus rund 150 Mitgliedern der Liberty Gospel Church angegriffen und bestohlen. Nach diesem Angriff verklagte Ukpabio Igwe als auch andere Aktivisten auf Unterlassung, um so ihre Kritiker zum Schweigen zu bringen. Ein Teil der Vorgänge wurde auf Film festgehalten.
Die aggressiven Missionsbestrebungen der Pfingstbewegung im muslimischen Norden des Landes werden auch für eine weitere Eskalation des Nordnigeria-Konflikts verantwortlich gemacht. Erhard Kamphausen von der Missionsakademie der Universität Hamburg sprach von einer „geistlichen Kriegführung“ in muslimischen Kerngebieten. Die Pentecostal Fellowship of Nigeria (PFN) verurteilte mehrfach die Behinderung christlicher Religionsausübung in den islamisch dominierten Nordprovinzen Nigerias und ermahnte die Regierung zur Durchsetzung der in der Verfassung garantierten Religionsfreiheit. Kritische Medien verdächtigen die PFN dagegen, dass sie entgegen ihren Beteuerungen, sich für Religionsfreiheit einzusetzen, aus Nigeria einen christlich-fundamentalistischen Staat machen wolle.
1974 gründete der deutsche Pfingstpastor Reinhard Bonnke (1940–2019) das Missionswerk Christ for all Nations (CfaN), der wenig später gegründete deutsche Verein hieß Christus für alle Nationen e. V. Seine Berufung sah Bonnke darin, Afrikanern das Evangelium von Jesus Christus zu verkündigen und Gebets- und Heilungsdienste anzubieten. Von 1986 bis im Jahr 2009 war Stephen Mutua internationaler Direktor dieser Organisation, der auch die Großveranstaltungen in Nigeria organisieren konnte. Im Jahr 2000 fand in Lagos, der einstigen Hauptstadt, die größte Evangelisation mit Bonnke statt, an der ungefähr 1,6 Millionen Personen teilnahmen. 2017 führte er gleicherorts seine Abschiedsveranstaltung durch und übergab aus gesundheitlichen Gründen den Stab an seinen afrikanischen Mitarbeiter Daniel Kolenda. Bonnkes Missionstätigkeit in Nigeria war geprägt durch mehrtägige Großveranstaltungen, die in der Regel abends Evangelisationen und morgens Konferenzen für örtliche Pastoren und Gemeindemitarbeiter unterschiedlichen Denominationen anboten. Nach Bonnkes eigener Schätzung gab es während seinen Evangelisationen in Afrika 29 Millionen Bekehrungen (Stand: 2004), 55 Millionen (2010) und etwa 80 Millionen Bekehrungen (2019).
Nigeria ist Heimat vieler prominenter Fernsehprediger wie Chris Oyakhilome und T. B. Joshua, die aber auch innerhalb der Pfingstbewegung umstritten sind. T. B. Joshua wurde von der PFN beschuldigt, okkulte Praktiken anzuwenden und Christen aus Geldgier zu betrügen.

## Lehre
Die Pfingstbewegung gehört zum Christentum und lehrt außer den allgemeinen biblischen Lehren auch die Erfahrung der Ausgießung des Heiligen Geistes. Dadurch entstehen Wesenszüge, die sie von nicht charismatischen christlichen Gruppen unterscheiden.
Die Pfingstbewegung sieht eine Kirche nur dann in der Nähe der neutestamentlichen Gemeinde, wenn sie dem Wirken des Heiligen Geistes, insbesondere den Geistesgaben wie Heilungen, Prophetie und Zungenrede, Raum gibt. Die neutestamentlichen Berichte über Geisteswirkungen sind auch heute Vorbild für das Gemeindeleben. In den meisten Pfingstgemeinden wird die traditionelle Trinitätslehre verkündet. Es gibt jedoch auch Pfingstgemeinden, die die Oneness-Theologie beziehungsweise eine nichttrinitarische Gottheit verkünden.
Die Taufe findet als Glaubenstaufe statt. Eine Taufe unmündiger Kinder wird in der Regel abgelehnt. Das Abendmahl wird als Gedächtnismahl verstanden. Manche Gemeinden praktizieren neben Taufe und Abendmahl auch die Fußwaschung.
Der Heilsweg umfasst mehrere entscheidende Erlebnisse, die Bekehrung und die Geistestaufe, die oft von Zungenreden (auch als Sprachengebet bezeichnet) oder anderen Gaben des Geistes begleitet wird. Nach Auffassung der meisten Pfingstkreise ist die Heiligung für die Geistestaufe und den Empfang der Geistesgaben Voraussetzung.
Die Bibel wird als verbalinspiriert, unfehlbar und widerspruchsfrei angesehen. Christologisch steht das Sterben und die Auferstehung des Gottessohns Jesus Christus im Mittelpunkt des Heilsverständnisses, zu dem die Gläubigen eine persönliche Beziehung aufnehmen. In diesen Punkten ist die Pfingstbewegung der evangelikalen Tradition verpflichtet.
Mitglieder der Pfingstbewegung versuchen biblische Erkenntnis und wissenschaftliche Erkenntnis in ein für sie verständliches Weltbild zu integrieren. In vielen Gruppen wird die Evolutionstheorie abgelehnt und ein kreationistischer Standpunkt bezogen.

## Ethik
Die Ethik der Pfingstgemeinden gründet sich in ihrem Bibelverständnis. Praktizierte Homosexualität, außerehelicher Geschlechtsverkehr und Schwangerschaftsabbruch werden überwiegend abgelehnt. Es gibt aber auch bekennende homosexuelle Pfingstler wie Richard Grenell.
Im Unterschied zu rechtskonservativen evangelikalen Gruppierungen, die vor allem in den Vereinigten Staaten und Westeuropa anzutreffen sind und eine jenseitsorientierte Ethik predigen, finden sich in der Pfingstbewegung Afrikas und Lateinamerikas auch Konzepte, die nicht nur die Veränderung ungerechter politischer Strukturen als notwendig ansehen. Im Verhältnis von Gesinnungs- und Verantwortungsethik liegt der Akzent aber allgemein auf der individuellen Glaubenspraxis, die sich nicht vor der Gesellschaft, sondern vor Gott zu verantworten habe.
Vor allem in den von Armut geplagten afrikanischen und südamerikanischen Pfingstgemeinden verbreitet ist das – aus wissenschaftlicher und theologischer Hinsicht fragwürdige sowie auch bei vielen Evangelikalen und Vertretern der Pfingstbewegung selbst als häretisch angesehene – „Wohlstandsevangelium“ (auch „faith gospel“ oder „gospel of prosperity“). Dieses stellt individuellen und wirtschaftlichen Erfolg in einen unmittelbaren kausalen Zusammenhang zur religiösen Lebensführung, sprich, ein starker Glaube führe automatisch zu finanziellem Reichtum. Die Prosperity Gospel wird überwiegend von Fernsehpredigern verbreitet.

## Praxis

### Gottesdienst
Gottesdienste in Pfingstgemeinden sind oft lebhaft. Es wird viel und begeistert gesungen, teilweise bewegt man sich zur Musik. Die Musik spielt eine große Rolle, moderne Instrumente wie Keyboard oder Schlagzeug werden der Pfeifenorgel vorgezogen, auch die Lieder (siehe Neues Geistliches Lied) sind im Allgemeinen modern, rhythmisch und kommen oft aus dem englischen Sprachraum. Eine Gottesdienstdauer von mindestens einer oder zwei Stunden ist die Regel.
Ein wichtiger Teil des Gottesdienstes wird als Lobpreis und Anbetung bezeichnet: Singen von Anbetungsliedern im Wechsel mit frei formulierten Gebeten. Als Gebetshaltung oder Anbetungshaltung werden teilweise Arme und Hände erhoben. Glossolalie und prophetische Rede kennzeichnen ebenfalls die Gottesdienste vieler Pfingstkirchen. Eine gewisse Voraussehbarkeit und Vertrautheit des Gottesdienst-Ablaufs in den Grundzügen wird in der pfingstlichen Tradition durchaus befürwortet, eine formale Liturgie wird jedoch größtenteils abgelehnt. Sie könnte – so überzeugte Pfingstler – das Wirken des Heiligen Geistes blockieren.
Die gottesdienstlichen Predigten werden engagiert und meist in freier Rede vorgetragen. Hin und wieder wird aus den Predigten heraus die Hörergemeinde gebeten, durch ein lautes Amen! oder Halleluja! ihre Zustimmung zu geben bzw. die gemachten Predigtaussagen zu unterstreichen. Für die Predigt ist es oft wichtig, diese mit Bibelzitaten zu belegen. Am Schluss der Predigt wird zum Teil zu persönlichen Reaktionen auf das Gehörte aufgefordert. Menschen, die sich bekehren wollen oder Heilung wünschen, werden gebeten, nach vorne zu kommen. Hier wird dann – oft während des Gottesdienstes – persönliche Fürbitte, Segnung und Seelsorge angeboten. Auch Heilungssegen und Gebet für Kranke durch Handauflegen sind üblich. Die Abläufe orientieren sich grob an Berichten über Gemeinden des Neuen Testaments und den überlieferten Handlungen Jesu in den Evangelien.
Eine geringe Zahl kleiner ländlicher Pfingstgemeinden in den USA und Kanada praktiziert im Rahmen ihrer Gottesdienste das Ritual des Schlangenanfassens, bei dem die Beteiligten als Glaubensbeweis einen Biss in Kauf nehmen.

### Gemeindeleben
Hauskreise spielen in Pfingstgemeinden eine große Rolle. Dabei wird in regelmäßigen Treffen in einer kleinen, verbindlichen Gruppe gemeinsam gesungen, gebetet und die Bibel studiert. Daneben gibt es Angebote zur Teilnahme an Gruppen, je nach Interesse, Altersstufe oder Geschlechtszugehörigkeit; beispielsweise Chöre, Kinder-, Teenager-, Mädchen-, Frauen- und Seniorengruppen und Männerkreise.

### Missionarisch-diakonisches Engagement
Pfingstgemeinden sind gewöhnlich missionarisch orientiert, was auch den starken Zuwachs dieser Bewegung mitbegründet. Es existieren außerdem eine ganze Reihe diakonischer Werke und Einrichtungen, die der Pfingstbewegung angehören bzw. dort ihre Wurzeln haben. Dazu gehören Kindergärten, Seniorenwohnheime, Kliniken, Einrichtungen der Behindertenfürsorge sowie therapeutisch betreute Wohngemeinschaften für psychisch Kranke und Drogenabhängige.
Diakonische Einrichtungen in Auswahl, die mit der Pfingstbewegung verbunden sind:
- Teen Challenge – unter anderem Arbeit unter Drogenabhängigen
- Jugend-, Missions- und Sozialwerk Altensteig
- Haus Nazareth – Norden-Norddeich
- Sozialwerk der Freien Christengemeinden Bremen

### Politisches Engagement
Auch politisch treten die Pfingstler in Erscheinung, wie in den Vereinigten Staaten, Chile und insbesondere in Brasilien. Sie treten dort entweder als Interessenvertreter benachteiligter Bevölkerungsgruppen in Erscheinung, so wie die ehemalige Gouverneurin des Bundesstaats Rio de Janeiro, Benedita da Silva, die sich für Frauenrechte einsetzt, oder Oppositionspolitikerin Marina Silva, die im Umweltschutz engagiert ist und für eine liberale Drogenpolitik steht, was von der Kirchenführung der Assembleias de Deus kritisiert wird. Im Gegensatz dazu stehen Vertreter der religiösen Rechten wie Pastor Everaldo Pereira und Pastor Marco Feliciano von der Assembleias de Deus, die der Bolsonaro-Regierung nahestehen und vor allem durch politische Skandale von sich reden machten.
Ivanir dos Santos, Chairman des Konzils gegen religiöse Intoleranz, fasst zusammen, dass Pfingstkirchen, nicht nur in Brasilien, sondern in ganz Lateinamerika, nach politischer Macht strebten. Sektenführer Edir Macedo gab an, „einen theokratischen Staat errichten zu wollen“.
Der Pastor und Menschenrechtler Frank Chikane ist ein Kirchenführer in Südafrika. Als Nachfolger des Friedensnobelpreisträgers Desmond Tutu im Südafrikanischen Kirchenrat wurde er mehrere Male verhaftet und gefoltert. Heute ist er südafrikanischer Beamter. In Südafrika gehören etwa 10 Prozent aller Christen zu den neuen Kirchen der Pfingstbewegung.
Prominente Pfingstler in den Vereinigten Staaten sind z. B. die Republikaner Mike Pence, Sarah Palin und Richard Grenell. Das politische Wirken der Pfingstbewegung ist dort überwiegend, aber nicht ausschließlich, dem konservativen Lager oder der christlichen Rechten zuzuordnen. Einige vertreten dominionistische Positionen, fordern also die Einführung eines evangelikal geprägten Gottesstaates, jedoch gibt es inhaltliche Differenzen zu presbyterianischen Dominionisten. Im April 2015 äußerte die den Neo-Charismatikern nahestehende republikanische Michele Bachmann, Obamas Politik gegenüber Iran, mit dem die USA über ein ziviles Nuklearprogramm verhandelten, führe geradewegs in die Apokalypse. Dies sei allerdings im Grunde zu begrüßen, da es zugleich bedeute, dass die Wiederkunft Jesu Christi unmittelbar bevorstehe, was sie als gläubige Christin mit Freude erfülle.
In Deutschland sind die Aktivitäten fundamentalistischer Pfingstler in der Politik bisher eine Randerscheinung. Der AfD-Politiker Waldemar Herdt ist Vorsitzender der im Bundestag von der AfD begründeten „Interparlamentarischen Menschenrechtskommission“ (IPMK), ein weltweit operierendes Netzwerk aus fundamentalistischen Christen, deren Ziel es ist, die Rechte sexueller Minderheiten durch Einflussnahme auf die Gesetzgebung einzuschränken.

### Vorwürfe der religiösen Intoleranz
Ein UN-Bericht aus dem Jahr 2009 im Auftrage des brasilianischen Komitees gegen religiöse Intoleranz (CCIR), bestehend aus Vertretern von 18 religiösen Gemeinschaften und Menschenrechtsgruppen, fasste zusammen, dass Pfingstkirchen generell, und die Igreja Universal do Reino de Deus (IURD) speziell, Anhänger anderer Religionen belästigen und angreifen und religiöse Intoleranz verbreiten. Die IURD „dämonisiert“ insbesondere die afrobrasilianische Umbanda- und Candomblé-Religionen, so wird Schulkindern seitens evangelikaler Lehrer eingeprägt, dass „Candomblé eine Sache des Teufels“ sei. Des Weiteren werden Juden als „Jesusmörder“, Katholiken als „Teufelsanbeter“, andere Protestanten als „falsche Christen“ und Muslime als „dämonisch“ porträtiert. Der Vorsitzende des Komitees fasste zusammen, dass „Faschismus und Nazismus auf diesem Wege angefangen haben, durch die Dämonisierung anderer Gruppen“.

## Organisation
Pfingstgemeinden sind in der Regel kongregationalistisch organisiert. Die Gemeindeleitung besteht meist aus ehrenamtlichen Ältesten und hauptamtlichen Predigern oder auch Pastoren. Ehrenamtliches Engagement der Gemeindemitglieder wird gefördert. Das in Pfingstgemeinden typische Verständnis der Wirksamkeit des Heiligen Geistes steht oft in Spannung zu festen Strukturen.
Die Frauenordination ist in den deutschen Pfingstgemeinden erlaubt. Weltweit lässt sich darüber keine einheitliche Aussage machen, da Pfingstgemeinden mehrheitlich kongregationalistisch organisiert sind. Eine Umfrage des Pew Research Center im Jahr 2006 ergab jedoch, dass Anhänger der Pfingstbewegung die Frauenordination ebenso stark befürworten wie der Durchschnitt der Christen.

### International
Die weltweit größte pfingstlerische Denomination ist die Assemblies of God. Des Weiteren gibt es unter anderem die Church of God in Christ, die New Testament Church, die Church of God (Cleveland), die Pentecostal Assemblies of the World, die Assemblies of the Lord Jesus Christ und die United Pentecostal Church.

### Deutschland
Die meisten deutschen Pfingstgemeinden sind im Bund Freikirchlicher Pfingstgemeinden KdöR (BFP) zusammengeschlossen. Umfasste der Bund 1999 noch 500 Gemeinden, so sind es 2010 rund 760 Gemeinden, von denen viele die Bezeichnung Freie Christengemeinde führen. Rechtlich sind die Gemeinden in Deutschland meist als eingetragener Verein organisiert.
Ein weiterer Verband deutscher Pfingstgemeinden ist die Gemeinde Gottes Deutschland KdöR mit 70 Gemeinden und ca. 3.500 Mitgliedern mit Sitz in Urbach, Baden-Württemberg. Sie ist Teil der internationalen Church of God (Cleveland), die weltweit etwa 10 Millionen Mitglieder hat.
Die ersten deutschen Pfingstgemeinden, die sich 1905 bis 1908 innerhalb der Gemeinschaftsbewegung (Pietismus) gebildet hatten, schlossen sich 1913 zum Christlichen Gemeinschaftsverband Mülheim/Ruhr zusammen, der heute als Mülheimer Verband Freikirchlich-Evangelischer Gemeinden mit 44 Gemeinden ein kleiner Verband ist und sich heute von wesentlichen theologischen Grundlagen der Pfingstbewegung distanziert.
Einen Dachverband von Pfingstgemeinden bildet das Forum Freikirchlicher Pfingstgemeinden (FFP). Es wurde Ende 2020 aufgelöst. Der Mülheimer Verband gehört dem FFP schon seit 2002 nicht mehr an.
Darüber hinaus gibt es einen Verbund von russlanddeutschen Pfingstgemeinden, die sich im Allgemeinen „Freie Evangeliumschristen-Gemeinden“ nennen. Der Verbund umfasst rund 120 Gemeinden mit ca. 18.000 Mitgliedern.

### Österreich

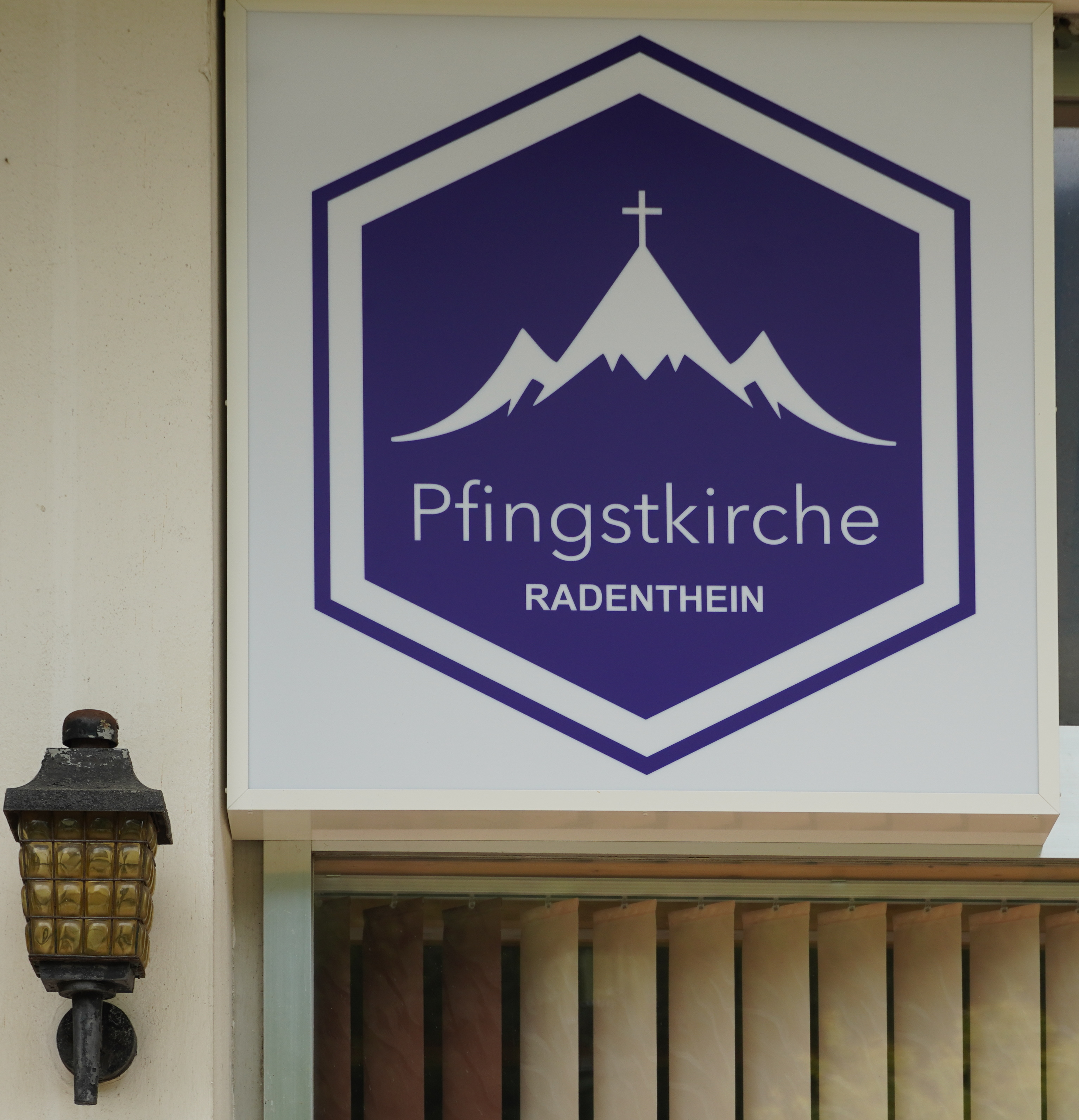
Pfingstkirche Radenthein, Kärnten

1923 wurde die Pfingstbotschaft durch schwedische Missionare nach Österreich gebracht, vor allem im Raum Wien. 1928 kamen Prediger der schweizerischen Pfingstbewegung ins Salzkammergut. 1946 bildeten sich die Freien Christengemeinden in Österreich, von denen es Mitte der 1980er Jahre 18 Gemeinden mit über 800 getauften Mitgliedern gab. Heute sind viele österreichische Pfingstgemeinden im Gemeindebund Freie Christengemeinde – Pfingstgemeinde in Österreich (FCGÖ) zusammengeschlossen. Daneben gibt es die Pfingstkirche Gemeinde Gottes in Österreich, eine Vertretung der Clevelander Gemeinde Gottes, mit 51 Gemeinden und ca. 7000 Mitgliedern. Erstere ist seit 2013 im Rahmen der Freikirchen in Österreich gesetzlich anerkannt, zweitere eingetragene Bekenntnisgemeinschaft (seit 2001).

### Schweiz
Die Schweizerische Pfingstmission umfasst 71 Gemeinden mit etwa 9200 Mitgliedern. Sie ist Mitglied im Verband Evangelischer Freikirchen und Gemeinden in der Schweiz. Daneben, und ebenfalls Mitglied des Verbands, existiert die BewegungPlus mit über 5000 Mitgliedern in 37 lokalen Kirchen. 1974 wurde der Bund Pfingstlicher Freikirchen der Schweiz gegründet.

## Ökumene
Die Beteiligung der Pfingstkirchen an der ökumenischen Bewegung ist uneinheitlich.
In Deutschland ist der Bund Freier Pfingstgemeinden Mitglied in der Vereinigung Evangelischer Freikirchen und seit März 2011 Gastmitglied in der Arbeitsgemeinschaft Christlicher Kirchen in Deutschland. Die Gemeinden sind auf örtlicher Ebene teilweise mit der Deutschen Evangelischen Allianz verbunden.
Der Mülheimer Verband Freikirchlich-Evangelischer Gemeinden ist Mitglied der Arbeitsgemeinschaft Christlicher Kirchen in Deutschland und der Vereinigung Evangelischer Freikirchen.
Evangelikale Christen aus anderen Gemeinden, besonders wenn sie ein Bekehrungserlebnis aufweisen können, werden ungeachtet ihrer Konfession als christliche Geschwister betrachtet.
Liberalen Strömungen (wie z. B. in den Landeskirchen) und traditionellen Ausprägungen (wie z. B. in der orthodoxen Kirche) des Christentums steht die Pfingstbewegung eher skeptisch gegenüber. Nichtchristliche Religionen werden als Irrweg oder Fehlinterpretation angesehen, da Heil und Vergebung nur durch Jesus Christus vermittelt werde.

### Externe
- Warum sind die Pfingstkirchen so voll? Erklärstück aus der Reihe „Religion für Einsteiger“. In: chrismon, Mai/2015.
- Ada von der Decken: Pfingstbewegung: Weltweiter Siegeszug. Die etablierten Kirchen verlieren Mitglieder. Zumindest in Westeuropa. Die Pfingstbewegung dagegen wächst weltweit – und zwar schneller als jede andere Religionsgemeinschaft. Von rund zwei Milliarden Christen ist rund ein Viertel Pfingstler. Viele rümpfen die Nase, andere feiern. deutschlandfunk.de, 8. Februar 2019 (abgerufen am 10. Februar 2023)
- Reinhard Hempelmann: Pfingstbewegung. Evangelische Zentralstelle für Weltanschauungsfragen, August 2021 (abgerufen am 9. Februar 2023).
- Die Pfingstkirchen. museeprotestant.org (abgerufen am 8. Februar 2023).
- Ambivalentes Verhältnis zur Moderne: Was ist eigentlich die Pfingstbewegung und warum ist sie global so erfolgreich? Interview im REMID-Blog, 4. Oktober 2015.
- Gustav Albrecht: EKD Orientierungshilfe: 6 Fakten über Pfingstkirchen und charismatische Bewegungen. sonntagsblatt.de, 11. Oktober 2021 (abgerufen am 10. Februar 2023).
- Andreas Heuser: Pfingstbewegung – Der Glaube soll das eigene Leben verbessern. srf.ch, 21. Mai 2018 (abgerufen am 10. Februar 2023).
- Center for the interdisciplinary research on religion and society (CIRRuS) an der Universität Bielefeld.

### Interne
- Bund Freikirchlicher Pfingstgemeinden Deutschlands.
- Freie Christengemeinde – Pfingstgemeinde in Österreich.
- Interdisziplinärer Arbeitskreis Pfingstbewegung.
- Schweizerische Pfingstmission.
- Tony Cauchi: General Introduction to the Pentecostal Revival. Revival Library (englisch, abgerufen am 28. Dezember 2022).